# Kips Bay Towers
Kips Bay Towers es un gran complejo de condominios de dos edificios en el vecindario Kips Bay de Manhattan con un total de 1,118 unidades. El complejo fue diseñado por los arquitectos I. M. Pei y S. J. Kessler, con la participación de James Ingo Freed, en el estilo brutalista y terminado en 1965. El proyecto fue desarrollado por Webb & Knapp.
El complejo ocupa un área de tres cuadras de la ciudad, o aproximadamente 3 ha, delimitado por las avenidas Primera y Segunda y las calles 30 y 33 Este. El complejo incluye dos edificios residenciales de gran altura cada uno con 20 pisos. Además, hay un jardín privado de tres acres entre las dos torres con jardines ajardinados y espacios recreativos. Em Kips Bay Towers viven más de 4000 residentes.

## Historia
Originalmente conocido como Kips Bay Plaza, el edificio fue concebido como un proyecto de alquiler para personas de ingresos medios, pero se convirtió en apartamentos en condominio a mediados de la década de 1980, a pesar de la controversia con los inquilinos que se resisten.
Se construyó originalmente como un proyecto de limpieza de barrios marginales bajo el Título I de la Ley de Vivienda federal de 1949. En noviembre de 1981, se hizo efectivo un plan para convertir Kips Bay Towers en condominios, sin embargo, la conversión se empantanó en un litigio. En 1984, aproximadamente el 70 % de los apartamentos habían sido comprados, el 50 % por inquilinos existentes y el 20 % restante por no residentes.
Kips Bay Towers se construyó en el sitio de las primeras Phipps Houses, en 321-337 East 31st Street, diseñado por Grosvenor Atterbury en 1906. La familia Phipps había construido tres viviendas de seis pisos con 142 apartamentos entre las avenidas Segunda y Tercera. Phipps permitió que las casas de 31st Street entraran en un proceso de expropiación, lo que finalmente resultó en la construcción de Kips Bay Towers.
El arquitecto IM Pei había querido originalmente una gran escultura de Picasso colocada en el medio del parque del desarrollo. William Zeckendorf, director de la empresa de desarrollo Webb & Knapp, le dijo a Pei que podía tener la escultura o cincuenta árboles jóvenes, y Pei eligió los árboles.
A mediados de la década de 1990, la J. D. Carlisle Development Corporation construyó un centro comercial a lo largo de la Segunda Avenida desde Calle 30 hasta la  Calle 32, conectado al complejo Kips Bay Towers. La construcción comercial se levantó en el solar de "Kips Bay Gardens", un parque y área de juegos que era propiedad de la organización Kips Bay Towers y estaba operado por ella. Kips Bay Gardens se había construido en el momento de la apertura de las "Torres", a principios de la década de 1960, y estuvo abierto al público hasta que las preocupaciones de seguridad sobre el aumento de la población sin hogar provocaron la privatización del parque en 1983, lo que desencadenó una reacción violenta de la comunidad circundante.